# Bioinformatyka

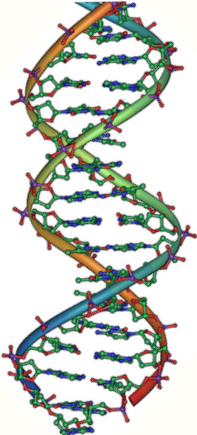
Podwójna helisa DNA

Bioinformatyka – interdyscyplinarna dziedzina łącząca nauki biologiczne i informatyczne. 
Obejmuje rozwój metod obliczeniowych służących do badania i symulacji struktury, funkcji i ewolucji genów, genomów i białek. Tworzy metody wykorzystywane do analizy i zarządzania informacji biologicznej gromadzonej w toku badań genomicznych oraz badań prowadzonych z zastosowaniem wysokoprzepustowych technik eksperymentalnych. Z bioinformatyką powiązane są: genomika, proteomika, lipidomika, metabolomika, transkryptomika i konektomika. W szerszym znaczeniu obejmuje także biokomputery i neuroinformatykę.

## Wstęp

### Historia
Termin „bioinformatyka” pojawił się po raz pierwszy w 1970 roku i odnosił się do badania procesów informatycznych w systemach biotycznych. Jego twórcami są Paulien Hogeweg i Ben Hesper. W ten sposób wyróżnili oni bioinformatykę jako osobną dziedzinę nauki obok biochemii i biofizyki.
Z bioinformatyką związana jest ściśle biologia molekularna. Na rozwój tej drugiej dziedziny miały wpływ przede wszystkim dwa dokonania w latach 50 XX wieku. Pierwszym z nich było odkrycie w 1953 r. przez Jamesa Watsona i Francisa Cricka struktury podwójnej helisy DNA przechowującego informację genetyczną we wszystkich organizmach żywych. Drugim było określenie przez F. Sangera w 1952 r. pełnej sekwencji aminokwasów insuliny. Eksperymenty biologiczne zaczęły generować ogromne ilości danych, które okazały się trudne do przechowywania i „ręcznego” przetwarzania. Z tego powodu wykorzystanie komputerów i informatyki stało się niezbędne przy pracy biologów.
Pionierką w tej dziedzinie była Margaret Oakley Dayhoff – twórczyni pierwszej bioinformatycznej bazy danych, w której zgromadziła wszystkie dostępne sekwencje białkowe. Dzięki kolejnym dokonaniom, takim jak zsekwencjonowanie po raz pierwszy pełnego genomu DNA przez Fredericka Sangera, zapotrzebowanie na bioinformatykę znacznie się zwiększyło, a jej rozwój wyraźnie przyspieszył. W latach 80. XX wieku powstał GenBank, amerykańska bioinformatyczna baza danych zbierająca i gromadząca sekwencje nukleotydowe. Ponadto założono National Center for Biotechnology Information (NCBI) – organizację, która zajęła się zarządzaniem GenBankiem i Human Genome Project (HGP) – projekt naukowy, którego celem było poznanie ludzkiego genomu. W Europie powstała baza danych na Uniwersytecie w Genewie (SWISS-PROT) i European Molecular Biology Laboratory (EMBL). Dzięki dalszym badaniom i postępowi w bioinformatyce możliwe było między innymi zsekwencjonowanie w 2001 r. ludzkiego genomu.

### Podstawowe zagadnienia bioinformatyki
- katalogowanie informacji biologicznych (bazy danych, bazy danych sekwencji i wyszukiwanie sekwencji, adnotacji, danych numerycznych w bazach danych)
- analiza sekwencji DNA (składanie sekwencji, adnotacja, wyszukiwanie sekwencji kodujących, regulatorowych i repetytywnych, motywów, markerów)
- analiza sekwencji genomów, porównywanie genomów
- ustalanie ewolucyjnych relacji pomiędzy zbiorami sekwencji / organizmów (drzewa filogenetyczne)
- genotypowanie (używane między innymi do wyszukiwania genów odpowiedzialnych za choroby genetyczne, w ustalaniu ojcostwa, kryminalistyce)
- analiza ekspresji genów (głównie analiza danych z mikromacierzy)
- analiza sekwencji białek, nazywana też proteomiką (porównywanie sekwencji, wyszukiwanie domen i motywów, przewidywanie własności fizyko-chemicznych, drugo- i trzecio-rzędowej struktury białka, lokalizacji w obrębie komórki, analiza danych z eksperymentów spektroskopowych)
- katalogowanie funkcji genów/białek, analiza dróg metabolicznych (np metabolizm lipidów) oraz dróg sygnałowych (np od receptora na powierzchni komórki poprzez kaskadę kinaz do czynników transkrypcyjnych)
- modelowanie molekularne
- modelowanie układów biologicznych
- morfometria / analiza obrazu

### Cele[3]
Szybki rozwój genomiki i biologii molekularnej doprowadził do powstawania ogromnej ilości informacji, które były wynikami przeprowadzonych eksperymentów w tych dziedzinach. Biolodzy w swojej pracy byli zmuszeni do skorzystania z komputerów i informatyki na dwóch etapach:
- na etapie gromadzenia, zapisywania, przechowywania i wydobywania informacji
- na etapie przetwarzania informacji zawartych w DNA, RNA i białkach, modelowania ich struktur przestrzennych oraz przewidywania ich funkcjonalności i wzajemnych powiązań

Bioinformatyka jest dziedziną wiedzy dla której biologia i związane z nią problemy są przyczyną działania, natomiast informatyka wraz z matematyką dostarczają narzędzi do ich rozwiązania. Po pierwsze pociąga to za sobą powstanie i zarządzanie zaawansowanymi bazami danych, w których mogą być przechowywane i efektywnie eksplorowane dane biologiczne. Drugą ważną częścią bioinformatyki jest aspekt obliczeniowy, czyli wykorzystanie komputerów do przetwarzania danych. Matematyka pozwala przy pomocy równań modelować pewne zjawiska, ale nie jest to wystarczające. Potrzebne są przede wszystkim efektywne algorytmy i programy komputerowe konstruujące rozwiązania. Przykładem są metody do lokalizowania genów w sekwencjach białkowych, aby przewidzieć ich strukturę i/lub funkcję i przydzielić tym samym daną sekwencję białkową do rodziny pokrewnych sekwencji.
Celem bioinformatyki jest pomoc w zrozumieniu funkcjonowania mechanizmów organizmów żywych i procesów biologicznych. Jest wykorzystywana między innymi do dopasowywania sekwencji, odnajdywania genów, przewidywania struktur białek, ale również znajduje zastosowanie także w wiele pokrewnych dziedzin takich jak biotechnologia czy medycyna. Przyczynia się to między innymi do szybszego projektowania leków czy też wykonywania analiz DNA w medycynie sądowej.

### Stosunek do innych dziedzin wiedzy[3]
Bioinformatyka jest ściśle związana z biologią obliczeniową. Podział między obiema dziedzinami przebiega na styku nauki i technologii. Biologia obliczeniowa opracowuje modele ilościowe zagadnień biologicznych bazujące na sformułowaniach matematycznych, natomiast bioinformatyka korzystając z tych modeli tworzy algorytmy dające rozwiązania. Bioinformatyka zajmuje się więc rozwijaniem narzędzi do analiz sekwencji, strukturalnych, funkcjonalnych oraz systemowych oraz narzędzi do przetwarzania informacji przechowywanych w bazach danych.

#### Podział bioinformatyki[3]
- Bioinformatyka sekwencji – porównywanie genomów, filogenetyka, przewidywanie genu, wykrywanie motywów, przeszukiwanie baz danych sekwencji, porównywanie sekwencji, sekwencjonowanie.
- Bioinformatyka strukturalna – przewidywanie struktury kwasu nukleinowego, przewidywanie struktury białka, klasyfikacja struktury białek, porównywanie struktury białek.
- Bioinformatyka funkcjonalna – modelowanie ścieżek metabolicznych, profilowanie ekspresji genu, przewidywanie oddziaływań białka, przewidywanie lokalizacji komórkowej białka.
- Bioinformatyka systemów – analiza i modelowanie systemów biologicznych.

W celu analizy danych biologicznych przy pomocy bioinformatyki tworzone są programy, które używają algorytmów z teorii grafów, sztucznej inteligencji czy eksploracji danych. Algorytmy są natomiast zależne od podstaw teoretycznych, takich jak matematyka dyskretna czy statystyka.

## Analiza sekwencji DNA

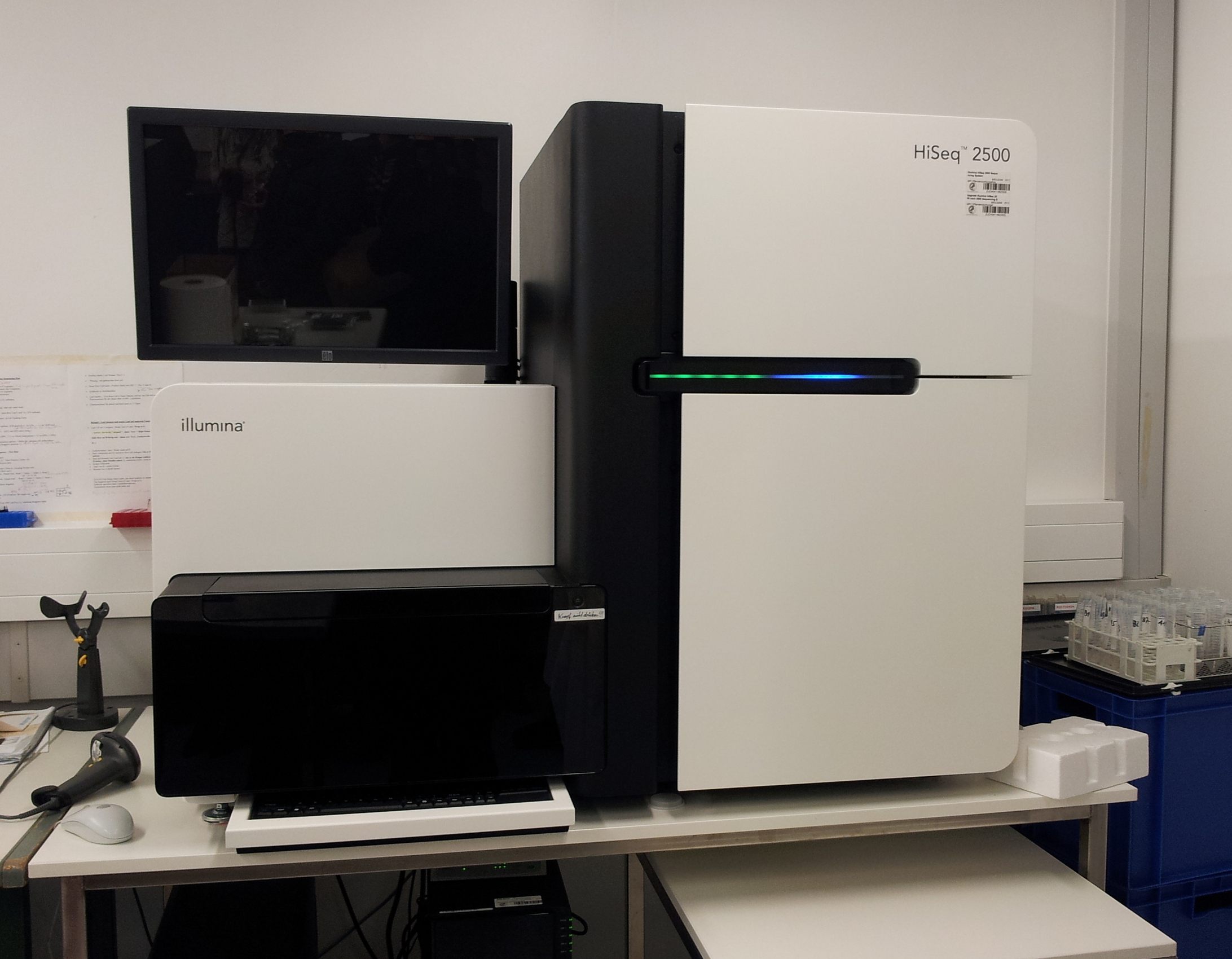
Sekwenator Illumina HiSeq 2500

Sekwencjonowanie DNA to analiza, której celem jest poznanie kolejności ułożenia nukleotydów (tworzących informację genetyczną) wzdłuż nici DNA w komórkach danego osobnika. Dalsza analiza pozwala również na poznanie funkcji jakie pełnią określone fragmenty genów organizmów eukariotycznych i prokariotycznych. Ustalenie tych informacji umożliwia badaczom na posługiwanie się skolonowanaymi odcinkami DNA, jako narzędziami badawczymi do różnych celów. Technologia ta zmieniła także podejście do zastosowań praktycznych między innymi w farmakologii i medycynie.
Stosowaną do niedawna metodą rozpoznawania określonych sekwencji była metoda laboratoryjna poprzez elektroforezę w żelu, która pomija etap informatyczny i pozwala na odczytanie sekwencji stosunkowo krótkich łańcuchów DNA. Kolejną metodą poznawania sekwencji DNA jest sekwencjonowanie poprzez hybrydyzację, która akceptuje cząsteczki nawet parokrotnie dłuższe, wymaga ona za to wspomagania algorytmicznego.
Pierwsze maszyny do automatycznego sekwencjonowania powstały w latach siedemdziesiątych. Opierały się one na metodzie terminacji łańcucha, za którą w 1974 r. biochemicy Fred Sanger i Walter Gilbert otrzymali Nagrodę Nobla. Od tamtego momentu technologia ta stała się w pełni zautomatyzowana, a zasób zgromadzonych danych genomowych znacząco wzrósł. Powodem tego jest niski koszt takich operacji oraz możliwość pracy nad większymi genomami. Współczesne maszyny do sekwencjonowania są bardzo wydajne i mogą odkodować około 1,5 miliona zasad w ciągu 24h.
Wyznaczanie pierwszorzędowej struktury DNA organizmów stanowi, będąc pierwszym krokiem w kierunku poznania i zrozumienia genomów i zakodowanych w nich funkcji, ważną pozycję w prowadzonych współcześnie badaniach. Jednym z przykładowych projektów jest Projekt poznania ludzkiego genomu (ang. Human Genome Project, HUGO Project), realizowany w laboratoriach na całym świecie. Jest to program mający na celu poznanie sekwencji wszystkich komplementarnych par zasad, tworzących genom ludzki.
Kolejnym narzędziem stosowanym w bioinformatyce jest program BLAST (ang. Basic Local Aligment Search Tool). Służy on do lokalnego przyrównywania sekwencji aminokwasów białek lub nukleotydów DNA. Jest to jeden z najczęściej używanych programów tego typu ze względu na zastosowanie mechanizmu heurystycznego i dużo większą szybkością działania.

### Adnotacja genomu
Adnotacja genomu stanowi etap w procesie analizy danego genomu. Następuje po zidentyfikowaniu sekwencji kodujących. Polega na przypisywaniu odnalezionym genom (a właściwie ich białkowym produktom) funkcji i roli jaką pełnią w komórce oraz określa wszystko co może być dokonane w sekwencji genomu za pomocą obliczeń.
Adnotacja dzieli się na trzy główne etapy:
- identyfikacja fragmentów genomu, które nie kodują białek
- identyfikacja elementów genomu kodujących białka – proces zwany przewidywaniem genów
- przyłączanie biologicznych informacji do danych elementów.

Istnieje wiele różnych organizacji w świecie nauki, których jednym z głównych przedsięwzięć jest adnotacja genomów. Efektem ich pracy są powszechnie dostępne biologiczne bazy danych. Są to między innymi:
- GENCODE
- GeneRIF
- RefSeq
- ENCyclopedia Of DNA Elements (ENCODE)
- Ensembl
- Uniprot
- Entrez Gene
- Vertebrate and Genome Annotation Project (Vega)

### Obliczenia dotyczące relacji ewolucyjnych
Biologia ewolucyjna zajmuje się badaniem pochodzenia gatunków od wspólnych przodków, ich zmianami i różnicowaniem w czasie. Stara się wyjaśnić przystosowania organizmów do środowiska oraz przyczyny ich zróżnicowania. Jest to dziedzina interdyscyplinarna w której informatyka znalazła swoje zastosowanie pozwalając naukowcom na:
- odszukiwanie ewolucyjnych zmian dużej liczby organizmów poprzez pomiary zmian w ich DNA zarówno poprzez taksonomię fizjologiczną, a także przez fizjologiczne obserwacje
- porównanie całych genomów, które pozwalają poznawać zjawiska takie jak duplikacja genów oraz boczny transfer genów
- poznawanie i dzielenie się informacjami na temat zwiększającej się liczby gatunków i organizmów

### Porównywanie genomów
Porównywanie genomów stanowi część badań biologicznych w których to porównywane są ze sobą cechy genetyczne odrębnych organizmów lub ustalenie zgodności genowej. Genetyczne cechy zawierać mogą sekwencje DNA, geny, sekwencje regulatorowe oraz inne. Złożoność genomów stanowi bardzo wiele zaskakujących wyzwań dla rozwoju matematycznego modelowania i algorytmów, które uciekają się do spektrum algorytmicznych, statystycznych oraz matematycznych technik, z precyzyjnych parametrów i przybliżonych algorytmów.

### Analiza mutacji nowotworowych
Istotnym aspektem bioinformatyki stał się rozwój infrastruktury odpowiedzialnej za badania nad chorobami nowotworowymi. W takich przypadkach genomy zarażonych komórek są zwykle rearanżowane w kompleksy. W celu zidentyfikowania nieznanych poprzednio punktowych mutacji, znajdujących się w genach nowotworowych, stosuje się próby masowego sekwencjonowania. Bioinformatycy tworzą nowe algorytmy i oprogramowanie do porównania wzrastającej kolekcji sekwencji ludzkiego genomu. Rodzajem danych, który wymaga ciągłego rozwoju informatycznego jest analiza zmian patologicznych, które znajdują się w wielu nawracających się nowotworach.

## Ekspresja genów i analiza białek

Neomycyna jest przykładem cząsteczki, która zmniejsza ekspresję wszystkich genów białka prowadząc do śmierci komórki, działając jako antybiotyk.

### Analiza ekspresji genów
Ekspresja genów jest wieloetapowym procesem o dużym zapotrzebowaniu energetycznym, którego celem jest utworzenie białek lub cząsteczek RNA. Może ona zostać zdeterminowana m.in. poprzez wykonanie pomiaru poziomu matrycowego RNA. Istnieje wiele metod na zbadanie poziomu ekspresji, niektórymi z nich są np. stosowanie mikromacierzy DNA, równoległa sekwencja masowa (MPSS) czy hybrydyzacja in-situ, do której używa się fluorescencyjnych sond DNA, a następnie używając specjalnie przystosowanego mikroskopu obserwuje się materiał badawczy. Cechą technik stosowanych do odczytywania jest niedokładność i możliwość występowania błędów ze względu na występujące mutacje oraz niemożność uzyskania idealnej próbki materiału. Stanowi to pole do zastosowania narzędzi bioinformatycznych, dzięki którym za pomocą komputerów możliwa jest naprawa błędów i poprawny odczyt danych.

### Analiza regulacji
Procesy, o których mówimy cechują się wysokim zapotrzebowaniem energetycznym, dlatego też konieczna jest ich precyzyjna regulacja. Odpowiada za nią fragment genu - promotor. Kontroluje on m.in. częstość zachodzenia transkrypcji, podczas której powstają transkrypty na podstawie których syntezowane są odpowiednia białka oraz aktywację i inaktywację białek po ich syntezie. Analizując regulację jesteśmy w stanie np. porównać różne etapy cyklu komórkowego w określonych warunkach fizjologicznych.

### Analiza białek
Analiza struktur białkowych pozwala zidentyfikować dane białko i przy odpowiednich metodach badawczych poznawać funkcje tego białka, dzięki czemu jesteśmy w stanie produkować m.in. skuteczniejsze lekarstwa. Do analizy strukturalnej białek wykorzystuje się mikromacierze białkowe i spektrometrię masową wysokiej przepustowości. Zwłaszcza ta druga metoda zyskuje na popularności dzięki osiąganej wysokiej wydajności w analizie struktur białkowych. Podobnie jak przy analizie ekspresji genów pojawiają się problemy z dopasowywaniem bardzo dużych ilości danych do siebie i z ich analizą statystyczną, tworząc tym samym miejsce na zastosowanie narzędzi bioinformatycznych.

## Bioinformatyka strukturalna
Bioinformatyka strukturalna jest gałęzią bioinformatyki, związaną z analizą i prognozą trójwymiarowej struktury biologicznych makromolekuł takich jak białka, RNA czy DNA. Bioinformatyka strukturalna może być spostrzegana jako część komputerowej biologii strukturalnej.
Przewidywanie struktury białka jest jednym z ważnych zastosowaniem bioinformatyki. Struktura pierwszorzędowa białka może być łatwo określona z sekwencji w genie, która go koduje. W zdecydowanej większości przypadków, ta pierwszorzędowa struktura określa unikalnie strukturę w jej oryginalnym środowisku (wyjątkiem jest np. choroba wściekłych krów). Wiedza na temat tej struktury jest ważna w rozumieniu funkcji białek.
Jednym z kluczowych pomysłów w bioinformatyce jest homologia. W genomicznej gałęzi bioinformatyki, homologia jest używana do przewidywania funkcji genu: jeśli sekwencja genu A, której funkcja jest znana, jest homologiczna z sekwencją genu B, której funkcja jest nieznana, to można wnioskować, że B ma wspólną funkcje genem A. W strukturalnej gałęzi bioinformatyki, homologia jest używana do określenia które części białka są ważne w tworzeniu się struktury i interakcji z innymi białkami. W technice zwanej modelowanie homologiczne ta informacja jest używana do przewidywania struktury białka gdy struktura białka homologicznego jest znana. To pozostaje obecnie jedyną drogą do niezawodnego przewidywania struktury białka.

## Bazy danych[15]
Bioinformatyczne bazy danych to bardzo duże zbiory informacji, składające się w głównej mierze z sekwencji DNA/RNA. Ich tworzenie jest jednym z najważniejszych zastosowań bioinformatyki, ponieważ są one niezbędne przy badaniach naukowych. Początkowo podstawowymi kryteriami przy tworzeniu baz danych był sposób zbierania, katalogowania i wyszukiwania informacji z już zgromadzonych zasobów. Z czasem zaczęły powstawać bazy danych pozwalające uzyskać dodatkowe informacje np. na temat ewolucyjnych zależności pomiędzy sekwencjami dla danych grup organizmów. Dzięki temu możliwy był szybki rozwój między innymi genomiki. Informacje zgromadzone w biologicznych bazach danych nie są niezmienne i ostateczne. Każda sekwencja w bazach jest wynikiem eksperymentu o określonej dokładności. Z tego powodu czasami zdarza się, że opublikowana w bazie dane zawierają błędy.
Biologiczna baza danych powinna się charakteryzować:
- Możliwością precyzyjnej i szybkiej ekstrakcji poszukiwanych informacji
- Możliwością obróbki informacji
- Możliwością łączenia się przez internet z innymi bazami
- Możliwością wyboru sposobu podglądu wyszukanych danych i ich zapisu lub wydrukowania
- Małą redundancją danych

Bazy danych były początkowo tworzone przez biologów molekularnych i biochemików, ale obecnie dokłada się starań, aby były one czytelne i zrozumiałe dla niespecjalistów z różnych dziedzin nauk biologicznych i im pokrewnych.

### Przykładowe bazy danych
| Typy baz danych | Rodzaj gromadzonych informacji                                                       | Nazwa bazy danych                                        |
| --- | ------------------------------------------------------------------------------------ | -------------------------------------------------------- |
| Bibliograficzne | Literatura naukowa                                                                   | biblioteka wirtualna (ICM)                               |
| Bibliograficzne | Literatura naukowa                                                                   | NCBI – PubMed                                            |
| Bibliograficzne | Literatura naukowa                                                                   | Linki do czasopism publikujących prace z biologii roślin |
| Taksonomiczne | Klasyfikacja organizmów                                                              | NCBI – Taxonomy                                          |
| Zawierające sekwencje kwasów nukleinowych                                                                                    | Informacje o sekwencjach DNA/RNA                                                     | NCBI – genomy                                            |
| Zawierające sekwencje kwasów nukleinowych                                                                                    | Informacje o sekwencjach DNA/RNA                                                     | EMBL                                                     |
| Zawierające sekwencje kwasów nukleinowych                                                                                    | Informacje o sekwencjach DNA/RNA                                                     | DDBJ                                                     |
| Genomiczne | Informacje o genach i całych genomach                                                | NCBI – genomy                                            |
| Genomiczne | Informacje o genach i całych genomach                                                | EMBL                                                     |
| Zawierające sekwencje białek                                                                                                 | Informacje o sekwencjach białkowych                                                  | PIR                                                      |
| Zawierające sekwencje białek                                                                                                 | Informacje o sekwencjach białkowych                                                  | Swiss-Prot/UniProt                                       |
| Zawierające struktury przestrzenne białek                                                                                    | Eksperymentalnie zweryfikowane 3-wymiarowe struktury białek                          | PDB                                                      |
| Zawierające rodziny białek, domeny białkowe itp.                                                                             | Klasyfikacja białek i identyfikacja domen białkowych                                 | CATH                                                     |
| Zawierające rodziny białek, domeny białkowe itp.                                                                             | Klasyfikacja białek i identyfikacja domen białkowych                                 | SCOP                                                     |
| Zawierające rodziny białek, domeny białkowe itp.                                                                             | Klasyfikacja białek i identyfikacja domen białkowych                                 | InterPro                                                 |
| Enzymy/szlaki metaboliczne                                                                                                   | Informacja o szlakach metabolicznych: enzymach oraz ich substratach i produktach     | BioCyc                                                   |
| Enzymy/szlaki metaboliczne                                                                                                   | Informacja o szlakach metabolicznych: enzymach oraz ich substratach i produktach     | KEGG – pathway                                           |
| Enzymy/szlaki metaboliczne                                                                                                   | Informacja o szlakach metabolicznych: enzymach oraz ich substratach i produktach     | BRENDA                                                   |
| Pozostałe bazy danych np. dotyczące jednej grupy białek, metabolitów drobnocząsteczkowych lub dedykowane jednemu organizmowi | przewidywanie rodzaju dysmutazy ponadtlenkowej (SOD) oraz stopnia jej oligomeryzacji | SODa                                                     |
| Pozostałe bazy danych np. dotyczące jednej grupy białek, metabolitów drobnocząsteczkowych lub dedykowane jednemu organizmowi | zawartość polifenoli w pożywieniu                                                    | Phenol-Explorer                                          |
| Pozostałe bazy danych np. dotyczące jednej grupy białek, metabolitów drobnocząsteczkowych lub dedykowane jednemu organizmowi | genom Arabidopsis thaliana                                                           | TAIR                                                     |

## Oprogramowanie i narzędzia
Zakres dostępnego oprogramowania przeznaczonego dla bioinformatyki zaczyna się od narzędzi korzystających z linii poleceń i kończy na programach graficznych i usługach internetowych.

### Oprogramowanie o otwartym kodzie źródłowym
Wiele spośród narzędzi i oprogramowania wykorzystywanych w bioinformatyce jest dostępnych za darmo lub w postaci otwartego kodu źródłowego. Połączenie ciągłego zapotrzebowania na nowe algorytmy służące do analizy i swobodny dostęp do kodu programów umożliwiło rozwój darmowych programów. Wszystkie grupy badawcze mogą przyczynić się to ich ulepszenia. Darmowe oprogramowanie przyczynia się również do tworzenia pewnych standardów i integracji bioinformatycznych danych.
Fundacja Bioinformatyki Open Source (The Open Bioinformatics Foundation (O|B|F)) jest organizacją non-profit, która zajmuje się promocją wolnego oprogramowania w bioinformatyce. Jest ona odpowiedzialna za takie projekty jak BioPerl, BioJava i Biopython. Ponadto wspiera coroczną konferencję związaną z oprogramowanie o otwartym kodzie wykorzystywanym w bioinformatyce (Bioinformatics Open Source Conference (BOSC)).

### Usługi internetowe[17]
Interfejsy oparte na protokołach SOAP i REST zostały szeroko opracowane dla szerokiej gamy zastosowań bioinformatycznych, pozwalając aplikacji działającej na komputerze w jednej części świata używać algorytmów, danych i zasobów obliczeniowych serwerów w innych częściach świata. Główne korzyści wynikają z faktu, że użytkownicy końcowi nie mają do czynienia z oprogramowaniem i utrzymaniem bazy danych. Podstawowe usługi bioinformatyczne zostały podzielone przez Europejski Instytut Bioinformatyki (EBI) na trzy kategorie:
- służące do poszukiwania sekwencji (Sequence Search Service)
- służące do wielokrotnego przyrównywania sekwencji (Multiple Sequence Alignment)
- służące do analizy biologicznych sekwencji (Biological Sequence Analysis)

## Inne

### Komputery DNA
Komputer DNA jest to zbiór wyselekcjonowanych łańcuchów DNA, których kombinacja pozwala na rozwiązanie postawionego problemu. Komputery DNA charakteryzuje się wysokim stopniem równoległości, dzięki czemu powinny umożliwić rozwiązywanie problemów wymagających wielu obliczeń równoległych. Pierwsze komputery tego typu powstały na początku XXI wieku.

### Kryptografia molekularna
Cząsteczki DNA mogą być wykorzystywane do symetrycznych algorytmów jednorazowych (one-time-pad) z operacjami podstawiania oraz XOR. Kluczem jest łańcuch DNA, który musi spełniać trzy warunki: musi być przynajmniej tak długi jak tekst do zaszyfrowania, musi być losowy oraz może być wykorzystany tylko raz. Łańcuch ten złożony jest z losowo wybranych krótkich sekwencji oligonukleotydów. Każdy segment łańcucha zaczyna i kończy się tak zwanymi stoperami, między nimi znajduje się tekst zaszyfrowany oraz tekst jawny.